# Chiaki Konaka
Chiaki J. Konaka (小中千昭 Konaka Chiaki?) (4 de abril de 1961) es un escritor y escenarista japonés, más conocido por la serie Serial Experiments Lain, y posteriormente por la temporada de Digimon llamada Digimon Tamers. Los trabajos serios de Konaka son generalmente oscuros y con un tono psicológico. Como un escritor de los Mitos de Cthulhu, Konaka tiende a añadir elementos de los libros de Lovecraft en sus trabajos.
"Chiaki J. Konaka" es un nombre muy inusual, ya que los nombres japoneses nunca incluyen segundos nombres. La "J" de su nombre no es parte del nombre original en  Kanji.  Konaka adoptó la inicial del segundo nombre al escribir su nombre en caracteres romanos.

## Obras

### Anime
- Armitage III
- Astroboy (remake del año 2003)
- The Big O
- Birdy the Mighty
- Bubblegum Crisis Tokyo 2040
- Catnapped!
- Despera
- Devil Lady
- Digimon Tamers
- Futari Ecchi
- Ghost Hound
- GR: Giant Robo
- Hellsing
- Magic User's Club
- Malice@Doll
- Parasite Dolls
- Princess Tutu
- RahXephon
- Serial Experiments Lain
- Narutaru
- Texhnolyze
- Undead Girl Murder Farce
- Vampire Princess Miyu

### Series de televisión
- Ultraman: Towards the Future (1990 - 1992)
- Ultraman Tiga (1996 - !997)
- Ultraman Gaia (1998 - 1999)
- Ultra Q: Dark Fantasy (2004)
- Ultraman Max (2005)

### Mitos de Cthulhu
- Cthulhu's Strange Record
- Insmus wo Oou Kage (una adaptación a la televisión de The Shadow Over Innsmouth)
- "Terror Rate", una historia corta incluida en el volumen 2 de Lairs of the Hidden Gods antología (Kurodahan Press: ISBN 4-902075-12-1)

Adicionalmente hizo un episodio de digimon 02 en el cual los protagonistas viajaban a Innsmouth

### Novelas
- Marebito (guion de  Marebito (película del 2004))